# Oppljostunnel
Der Oppljostunnel ist ein einröhriger Straßentunnel zwischen Langevatnet in der Kommune Skjåk in der norwegischen Provinz Innlandet und Grasdalen in der Kommune Stryn in der Provinz Vestland. Der Tunnel im Verlauf des Riksvei 15 ist 4537 Meter lang.
Am 17. August fing ein Auto im Oppljostunnel Feuer. Alle im Tunnel befindlichen Menschen konnten diesen selbstständig unverletzt verlassen. Die Feuerwehr kritisierte die Tunnel über das Strynefjellet nach dem Brand als zu unsicher. Sie seien zu lang, eng und niedrig, vor allem für die immer größeren modernen Autos, außerdem mangelt es an ausreichend Löschmaterial und genug Notrufsäulen.